# Daniel Keatings
Daniel Keatings (Kettering, Inglaterra, 4 de enero de 1990) es un gimnasta artístico británico, subcampeón del mundo en 2009 en la competición general individual.

## 2009
En el Mundial celebrado en Londres gana la competición general individual, tras el japonés Kohei Uchimura (oro) y por delante del ruso Yury Ryazanov (bronce).